# Volkstrachten
Volkstrachten ist der Titel dreier Briefmarkenserien, die in den Jahren 1964, 1966 und 1968 von der Deutschen Post der DDR ausgegeben wurden. 

## Liste der Ausgaben und Motive
Legende
- Bild: Eine bearbeitete Abbildung der genannten Marke. Das Verhältnis der Größe der Briefmarken zueinander ist in diesem Artikel annähernd maßstabsgerecht dargestellt. Sollten keine Marken abgebildet sein, liegt es daran, dass das Urheberrecht des Künstlers noch nicht erloschen ist.
- Beschreibung: Eine Kurzbeschreibung des Motivs und/oder des Ausgabegrundes. Bei ausgegebenen Serien oder Blocks werden die zusammengehörigen Beschreibungen mit einer Markierung versehen eingerückt.
- Wert: Der Frankaturwert der einzelnen Marke in Pfennig. Ein „+“ bedeutet, dass es sich um eine Zuschlagsmarke handelt (= Frankaturwert + Spende).
- Ausgabedatum: Das Datum des erstmaligen Verkaufs dieser Briefmarke.
- Auflage: Soweit bekannt, wird hier die zum Verkauf angebotene Anzahl dieser Ausgabe angegeben.
- Entwurf: Soweit bekannt, wird hier angegeben, von wem der Entwurf dieser Marke stammt.
- Mi.-Nr.: Diese Briefmarke wird im Michel-Katalog unter der entsprechenden Nummer gelistet.

| Bild | Beschreibung                                                                                                 | Wert | Ausgabe- datum    | Auflage   | Entwurf          | Mi.-Nr. |
| ---- | --- | ---- | ----------------- | --------- | ---------------- | ------- |
|      | Volkstrachten (I) Diese und die folgende Marke wurden als Zusammendruck ausgegeben: - Mönchgut (Rügen)       | 5    | 25. November 1964 | 1.200.000 | Ingeborg Friebel | 1074    |
|      | - Mönchgut (Rügen)                                                                                           | 5    | 25. November 1964 | 1.200.000 | Ingeborg Friebel | 1075    |
|      | Diese und die folgende Marke wurden als Zusammendruck ausgegeben: - Spreewald                                | 10   | 25. November 1964 | 6.000.000 | Ingeborg Friebel | 1076    |
|      | - Spreewald                                                                                                  | 10   | 25. November 1964 | 6.000.000 | Ingeborg Friebel | 1077    |
|      | Diese und die folgende Marke wurden als Zusammendruck ausgegeben: - Thüringen                                | 20   | 25. November 1964 | 6.000.000 | Ingeborg Friebel | 1078    |
|      | - Thüringen                                                                                                  | 20   | 25. November 1964 | 6.000.000 | Ingeborg Friebel | 1079    |
|      | Volkstrachten (II) Diese und die folgende Marke wurden als Zusammendruck ausgegeben: - Altenburg (Thüringen) | 5    | 25. Oktober 1966  | 6.000.000 | Ingeborg Friebel | 1214    |
|      | - Altenburg (Thüringen)                                                                                      | 10   | 25. Oktober 1966  | 6.000.000 | Ingeborg Friebel | 1215    |
|      | Diese und die folgende Marke wurden als Zusammendruck ausgegeben: - Mecklenburg                              | 10   | 25. Oktober 1966  | 6.000.000 | Ingeborg Friebel | 1216    |
|      | - Mecklenburg                                                                                                | 15   | 25. Oktober 1966  | 6.000.000 | Ingeborg Friebel | 1217    |
|      | Diese und die folgende Marke wurden als Zusammendruck ausgegeben: - Magdeburger Börde                        | 20   | 25. Oktober 1966  | 1.500.000 | Ingeborg Friebel | 1218    |
|      | - Magdeburger Börde                                                                                          | 30   | 25. Oktober 1966  | 1.500.000 | Ingeborg Friebel | 1219    |
|      | Volkstrachten (III) Sorbische Frauen-Festtrachten - Brautjungfer aus Bluno (Kreis Hoyerswerda)               | 10   | 14. März 1968     | 8.000.000 | Ingeborg Friebel | 1353    |
|      | - Brautjungfer aus Schleife (Kreis Weißwasser)                                                               | 20   | 14. März 1968     | 8.000.000 | Ingeborg Friebel | 1354    |
|      | - Brautjungfer aus Crostwitz (Kreis Kamenz)                                                                  | 40   | 14. März 1968     | 5.000.000 | Ingeborg Friebel | 1355    |
|      | - Ledige Patin aus dem Spreewald                                                                             | 50   | 14. März 1968     | 1.600.000 | Ingeborg Friebel | 1356    |